# Gruppo dell'helvine
Il gruppo dell'helvine è un gruppo di minerali, composto da silicati di metallo(II)-berillio-zolfo e approvato dall'Associazione Mineralogica Internazionale (IMA). Questo gruppo comprende alcuni minerali una volta facenti parte del gruppo della cancrinite-sodalite, poiché questo gruppo può essere considerato anche una specie di sottogruppo del gruppo della sodalite.
Caratteristica comune di questi minerali è la composizione chimica generale, data da:
{\displaystyle {\ce {Be3M4(SiO4)3S}}}
dove {\displaystyle {\ce {M}}} è un metallo bivalente che può essere ferro, manganese o zinco (per quanto riguarda danalite, genthelvite o helvine); per quanto riguarda la tugtupite un berillio è sostituito dall'alluminio e un altro berillio sostituito dal silicio.

## Minerali appartenenti al gruppo dell'helvine
Il gruppo comprende i seguenti minerali:
- Danalite
- Genthelvite
- Helvine
- Tugtupite